# Новицький Костянтин Георгійович
Костянти́н Георгійович Нови́цький (15 квітня 1948[джерело?], Київ) — український бандурист. Заслужений артист України.

## Біографія
Закінчив Київське музичне училище і Київську консерваторію клас С. Баштана. З 1971 р. соліст ВІА "Кобза". Лауреат республіканського конкурсу виконавців на народних інструментів.
Професор, кафедри народних інструментів в Національній музичній академії України ім. П. І. Чайковського.
1986 року Вийшла платівка К. Новицького у фірмі Мелодія. Запис був зроблений в 1984-85. Тираж 1500 примірників